# كوريون
الكوريون هم مجموعة عرقية من شرق آسيا تتواجد غالبيتها في الدولتين ذات السيادة التي تشكل شبه الجزيرة الكورية، كوريا الشمالية وكوريا الجنوبية وتعدّ من المجموعات العرقية المميزة التي تتوحد فيها اللغة كذلك. اعتبارًا من عام 2021، يقدر عدد الكوريين العرقيين المقيمين خارج كوريا بنحو 7.3 مليون كما أن الكوريين هم أقلية عرقية معترف بها رسميًا في العديد من الدول القارية وشرق آسيا الأخرى، بما في ذلك الصين واليابان وكازاخستان وروسيا وأوزبكستان. خارج القارة الآسيوية وشرق آسيا، تشكلت مجتمعات كورية كبيرة في ألمانيا والمملكة المتحدة وفرنسا والولايات المتحدة وكندا وأستراليا ونيوزيلندا.

## التسمية علم أصول الكلمة
يُطلق الكوريون الجنوبيون على أنفسهم اسم هانغوك-إن أو هانغوك-سارام، وكلاهما يعني "شعب الهان". يُطلق على الإمبراطورية الكورية، دايهان جيغوك، وجمهورية كوريا (كوريا الجنوبية)، دايهان مينغوك أو هانغوك، اسمًا يشير إلى ممالك كوريا الثلاث، وليس إلى الاتحادات القديمة في شبه الجزيرة الكورية الجنوبية. كثيرًا ما يستخدم أفراد الشتات الكوري مصطلح هان-إن.

## الاصل
لم يُوضَّح أصل الكوريين جيدًا بعد. واستنادًا إلى الأدلة اللغوية والأثرية والوراثية، فإن موطنهم الأصلي يقع في مكان ما في شمال شرق آسيا، إلا أن نمط توسعهم ووصولهم إلى شبه الجزيرة الكورية لا يزال غير واضح. يؤمن الكوريون بانهم احفاد التاييك أو احفاد القبائل المتحدثة بلغة التاييك.المرتبطة بالمغول والترك والتنجوسيك لكن الكشوف الأثرية ترجح انهم مهاجرون من مناطق في وسط جنوب سيبيريا والكوريون القدماء يعتقد بانهم هاجرو اما في العصر الحجري الحديث أو في العصر البرونزي.

## التقاليد
يشترك الكوريون بثقافة واحدة الا انه بعد التقسيم السياسي عام 1945 حدث انحراف لناحية التحديث.

## اللغة
يتحدث الكوريون اللغة الكورية ويستخدمون الحروف الكورية المسماة بالهنغول، التي اخترعها سيجونغ العظيم، كنظام الكتابة الرئيسي لها. تم التخلص تدريجيًا من الاستخدام اليومي للهانجا في شبه الجزيرة الكورية بخلاف استخدامها من قبل بعض الصحف وشركات الإعلام الكورية الجنوبية عند الإشارة إلى السياسيين الرئيسيين (مثل الرؤساء الحاليين والسابقين وقادة الأحزاب السياسية الرئيسية) أو حفنة من البلدان (مثل الصين واليابان وكندا والولايات المتحدة والمملكة المتحدة) كاختصار. بخلاف ذلك، تُستخدم الهانجا حصريًا للأغراض الأكاديمية والتاريخية والدينية. الأبجدية الرومانية هي نظام الكتابة الثانوي بحكم الأمر الواقع في كوريا الجنوبية وخاصة للكلمات المستعارة وتستخدم على نطاق واسع في الاتصالات اليومية والرسمية. يوجد أكثر من 78 مليون متحدث باللغة الكورية في جميع أنحاء العالم.

## البوم صور

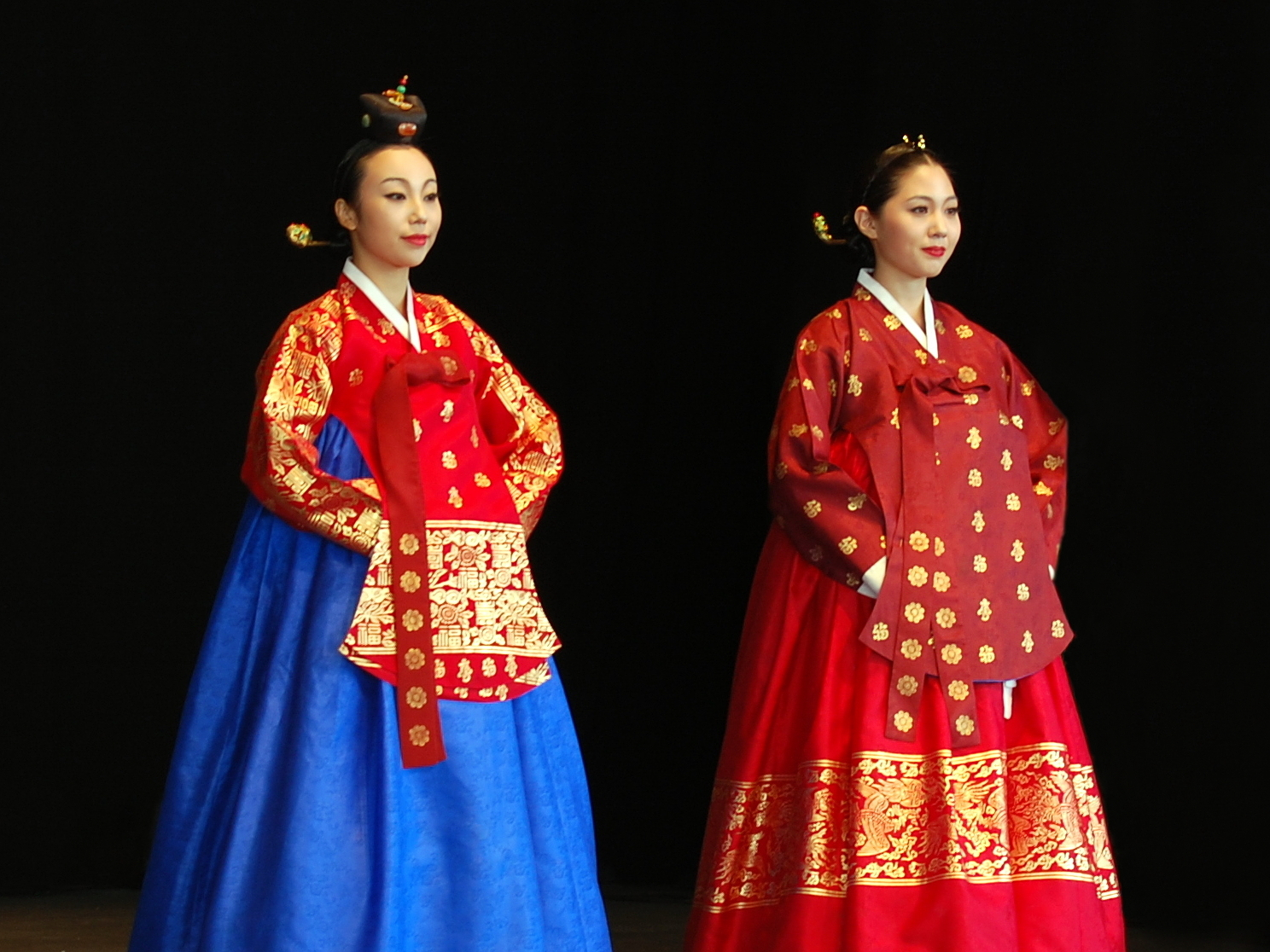
فستان هانبوك التقليدي
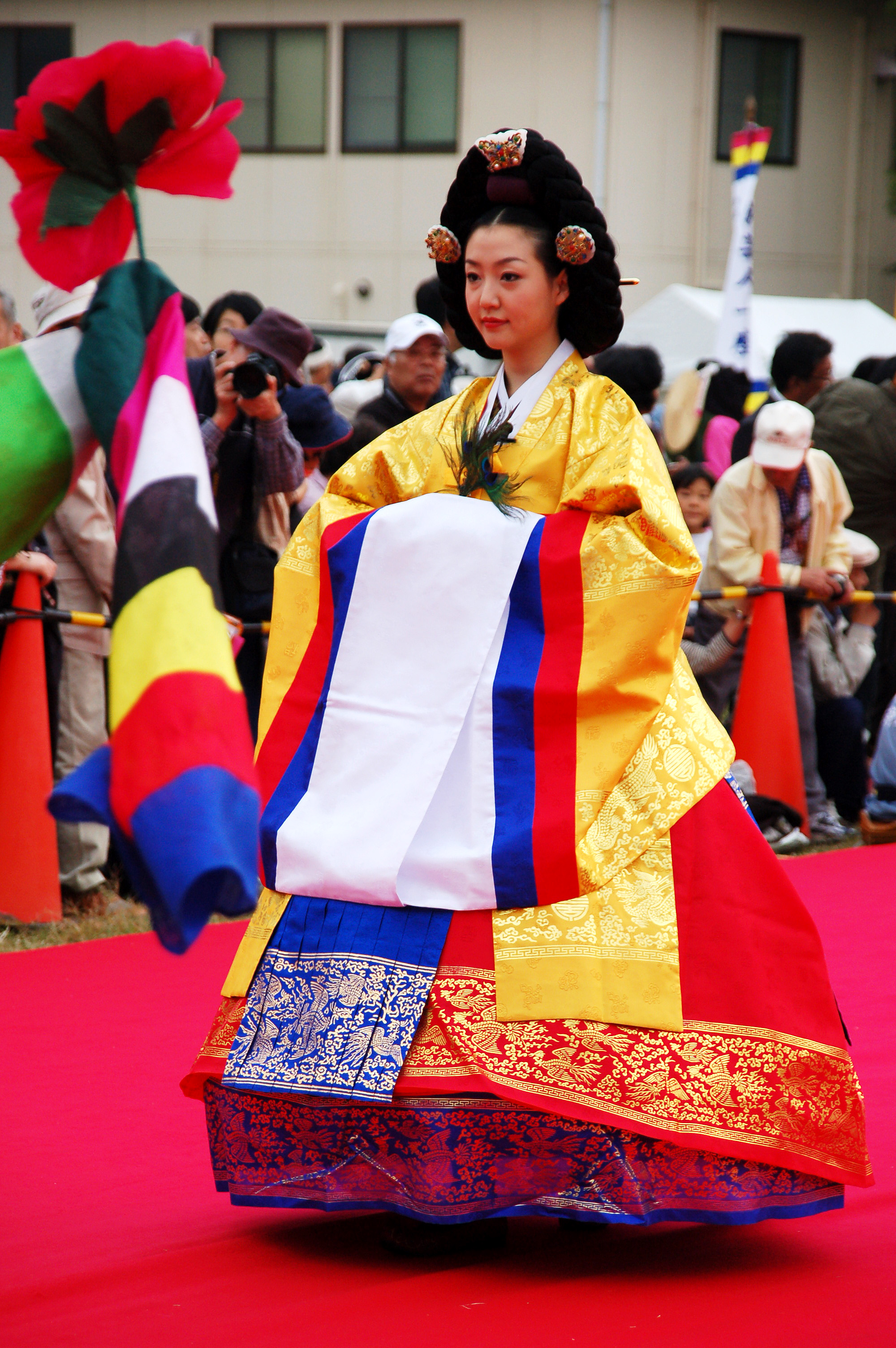
فستان كوري للملكة